# 根西縣

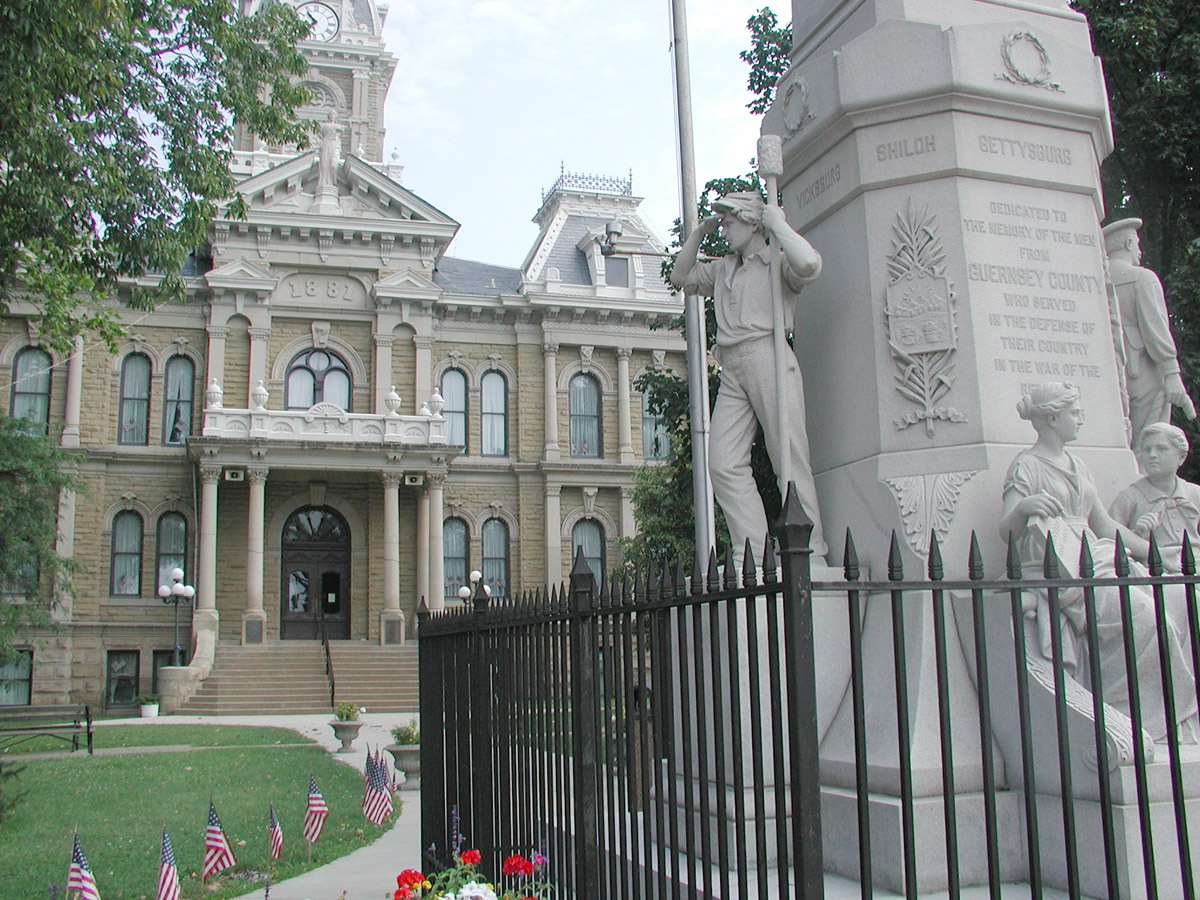
縣法院

根西縣（英語：Guernsey County）是美國俄亥俄州東南部的一個縣。面積1,368平方公里。根據美國2000年人口普查，共有人口40,792。縣治劍橋（Cambridge）。
成立於1817年1月31日。本縣以殖民者的故鄉、英吉利海峽上的根西岛命名。